# Manmohan Acharya
Manmohan Acharya (oriya: ମନମୋହନ ଆଚାର୍ଯ୍ୟ, Lathanga, 20 de octubre de 1967) poeta y guionista de danza clásica india, inspirado por el Odissi, ha sido el primero en poner en Bollywood temas en sánscrito.

## Poesía
- Gitamohanam
- The Desire
- Gita-bhaaratam
- Gita milindam
- Palli-panchaasika. (Khandakavya)
- subhasa-charitam (Mahakavya)
- Sri Sivananda-Laharika (Philosophical Kavya)[1]
- Yati-giti-satakam(Sataka-kavya)

## Drama
- Arjuna-Pratijnaa[2]
- Shrita-kamalam[3]
- Pada-pallavam[4]
- Divya-Jayadevam
- Ravana[5][6]
- Pingalaa
- Mrtyu[7]
- Sthitaprajnah
- Tantram[8]
- Purva-sakuntalam
- Uttara-sakuntalam

## Investigación
1. Sistaachaara
2. Maagha And Bhanja in Picture Poetry
3. Indian Trend of Human Rights
4. An Algebraic Operation in Vedic Mathematics
5. Sharadindu-sundara-ruchih devi, Vani vaa Shakti-ruupini
6. Sixty Four Arts, A Study;[9]
7. Contribution of Sanskrit in Advancement of Oriya Language;[10]
8. An Encyclopedic Dictionary Of Yajurvedic Upanishads (Book)[11]
9. Vedic Research In Orissa during 20th Century;[12]
10. Mind in Shiva-samkalpa hymn, A psycho-philosophical Analysis[13]
11. Bhaarata-pamkaja-dalamidam Utkal-mandala-miti viditam yat;[14]
12. Description of Heart in Upanisads
13. Concept of Human Rights in Vedic Tradition;[15]
14. Vedic Trend of Human Rights vrs. Varna- Ashrama System;[16]
15. Financial Emergency : Kautilya's Arthashastra vis-a-vis Indian Constitution;[17]
16. Kavivara- Bhaarata-varsham Shrauta-puraatanamaarsham
17. Tarka Vaachaspati Madhusudan Mishra, A study[18]
18. Map of Puranic India[19]

## Premios
- Sanskrit Eloquency Award, Vikram University, Ujjain, M.P.,1990
- Vanikavi Award from Vanivinodi Parishad, Utkal University,1991
- Doctor of Philosophy from Sri Jagannath Sanskrit University, 2003
- Gita-Saarasa Award from Christ College, Cuttack administration,05.02.2005
- Delhi Sanskrit Academy Award for instant poem writing, 2007
- Ananda Bharadvaja Sammanah, 2007
- Lokakavyanidhi Award,from All India Lokabhasa Prachara Samiti,Puri, 2008
- Bharata-Bharati-Samman from National Sanskrit Sahitya Academy, 2009
- Abhinava Jayadeva Samman, 2009,Bhaktakavi Sri Jayadeva Samaroha samiti
- Sanskrit Sangeet Nataka Academy Award, 2010
- Fellowship of Vachaspati from SARASWATI Research Institute[20]
- Chinta Chetana National Baisakhi Award, 2012